# Бугаев, Александр Лаврентьевич
Александр Лаврентьевич Бугаев (1909—1950) — советский офицер-сапёр в годы Великой Отечественной войны, Герой Советского Союза (24.03.1945). Капитан (1945).

## Биография
Александр Бугаев родился 9 апреля 1909 года в Батуми (ныне — Грузия) в семье железнодорожника. В 1928 году окончил девять классов школы. В 1928 году переехал в деревню Фёдоровка Северного района Новосибирской области. Работал в совхозе счетоводом, затем лаборантом на маслозаводе. С 1930 года работал в Фёдоровской и Биазинской школах, был учителем, завучем. В 1937 году окончил педагогическое училище. В 1939 году Бугаев был призван на службу в Рабоче-крестьянскую Красную Армию. Участвовал в боях на Халхин-Голе. В том же году был уволен в запас и вновь вернулся на педагогическую работу. В июле 1941 года был повторно призван в армию. В 1942 году вступил в ВКП(б). В декабре 1943 года окончил Ленинградское военно-инженерное училище, эвакуированное в Кострому. 
С февраля 1944 года — на фронтах Великой Отечественной войны. Участвовал в боях на Белорусском и 1-м Белорусском фронтах. К сентябрю 1944 года старший лейтенант Александр Бугаев командовал сапёрным взводом 345-го отдельного сапёрного батальона 399-й стрелковой дивизии 42-го стрелкового корпуса 48-й армии 1-го Белорусского фронта. Отличился во время освобождения Польши.
4 сентября 1944 года передовой танковый отряд дивизии, в составе которого находился и взвод Бугаева, вышел к Нареву. Бугаев произвёл предварительную разведку реки и наметил наиболее безопасные места для посадки и высадки на другом берегу, организовал сбор лодок и постройку плотов. Днём того же дня группа начала переправу. Несмотря на непрерывный массированный огонь противника, Бугаев вместе со своими бойцами совершил семь рейсов за первые два часа боя, что позволило высадить на западном берегу Нарева личный состав усиленного стрелкового батальона, захватившего плацдарм. Лодка Бугаева получила 8 пробоин, в результате чего последние рейсы выполнялись по колено в воде. Пока велась переправа, к месту боя подошла колонна сапёрного батальона с пятитонным разборным паромом. Оперативно собрав паром и спустив его на воду, подчинённые Бугаева переправили артиллерию двух стрелковых полков, 10 автомашин, 40 повозок с боеприпасами и матчастью.
Участвовал в боях на 2-м Белорусском фронте, принимал участие в Восточно-Прусской операции.
В декабре 1945 года Бугаев в звании капитана был уволен в запас, после чего вернулся в Новосибирскую область, был директором средней школы в Биазе.
Умер 23 февраля 1950 года, похоронен в Северном районе Новосибирской области.

## Награды
Указом Президиума Верховного Совета СССР от 24 марта 1945 года за «мужество и героизм, проявленные на фронте борьбы с немецкими захватчиками» старший лейтенант Александр Бугаев был удостоен высокого звания Героя Советского Союза с вручением ордена Ленина и медали «Золотая Звезда».
Был также награждён орденами Красного Знамени (9.07.1944), Отечественной войны 2-й степени (11.02.1945), Красной Звезды (19.04.1944), медалью .

## Память
В честь Бугаева названа улица в селе Северное Новосибирской области.